# Euroregion Nisa

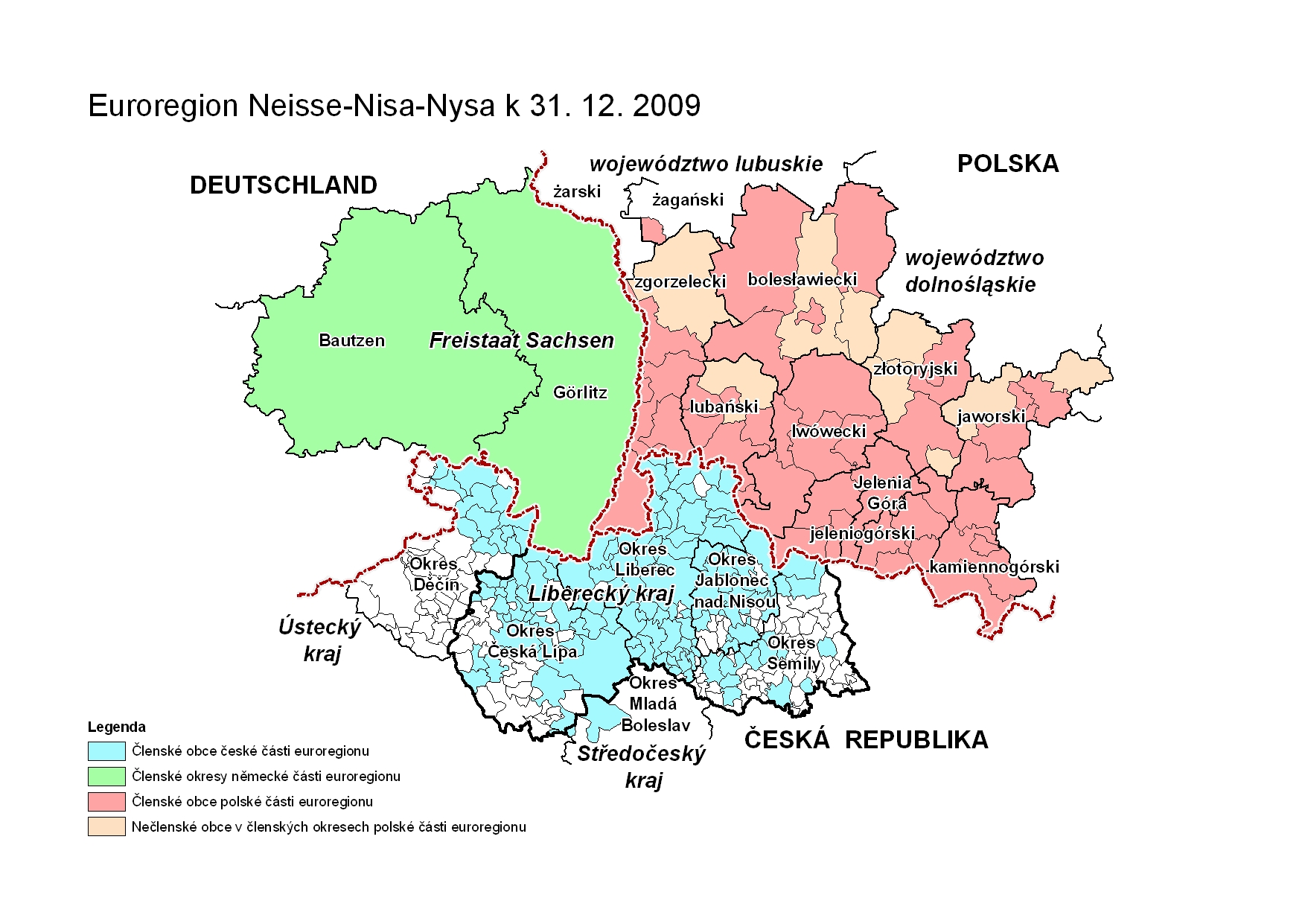
Členské obce euroregionu

Euroregion Nisa, také Euroregion Nisa – Neisse – Nysa, je první euroregion, který byl vytvořen v oblasti střední a východní Evropy. Založen byl v roce 1991 a zahrnuje části území německého svobodného státu Sasko, polského Dolnoslezského vojvodství a Čech (Liberecký kraj). Euroregion je dobrovolným zájmovým sdružením obcí a okresů trojmezí Česka, Německa a Polska, byl založen za účelem podpory rozvoje těchto oblastí formou vzájemné, přeshraniční spolupráce.
Zástupci tří zemí schválili na „Konferenci Trojmezí 23.–25. 5. 1991“ Memorandum určující další kroky při vytváření regionu. Již v červnu 1991 byla vytvořena třístranná pracovní skupina, která navrhla model struktury, který je do dnešních dnů základem pro práci. K samotnému založení Euroregionu došlo v Žitavě 21. prosince 1991. Od roku 2004 má sídlo v nejvýznamnějším městě euroregionu, v Liberci. Euroregion má zastoupení ve všech třech zemích – v německé Žitavě, polské Jelení Hoře a v českém Liberci (předsedou euroregionu je hejtman Libereckého kraje).

## Cíle
- odstranění negativních vlivů státní hranice
- zlepšení životního standardu obyvatel Euroregionu
- zlepšení přirozených a kulturně-politických podmínek života
- rozvoj hospodářského potenciálu Euroregionu

## Statistické údaje
- Plocha: 13 033 km²
  - Česko: 3 163 km²
  - Německo: 4 497 km²
  - Polsko: 5 373 km²
- Počet obyvatel (2004): 1 660 384
  - Česko: 427 563
  - Německo: 649 380
  - Polsko: 583 441
- Počet obcí: 397
  - Česko: 216
  - Německo: 130
  - Polsko: 51

## Členové Euroregionu Nisa
Z české strany je součástí Euroregionu Nisa větší část Libereckého kraje a Šluknovský výběžek v okrese Děčín v Ústeckém kraji (celkem 26% z rozlohy euroregionu), z německé jihovýchodní část Svobodného státu Sasko (23%) a z polské jihozápadní část Dolnoslezského vojvodství (51%).

### Česko
Členové české části Euroregionu Nisa:
Liberecký kraj, Krajská hospodářská komora Liberec, Sdružení Český ráj
- Okres Liberec

Bílá, Bílý Kostel nad Nisou, Bílý Potok, Bulovka, Cetenov, Černousy, Český Dub, Čtveřín, Dětřichov, Frýdlant, Habartice, Hejnice, Heřmanice, Hlavice, Hodkovice nad Mohelkou, Horní Řasnice, Hrádek nad Nisou, Chotyně, Chrastava, Jablonné v Podj., Janův Důl, Jeřmanice, Jindřichovice pod Smrkem, Kobyly, Krásný Les, Kryštofovo Údolí, Křižany, Lázně Libverda, Liberec, Mníšek, Nová Ves, Nové Město pod Smrkem, Oldřichov v Hájích, Osečná, Paceřice, Pěnčín, Pertoltice, Proseč pod Ještědem, Příšovice, Radimovice, Raspenava, Rynoltice, Soběslavice, Stráž nad Nisou, Světlá pod Ještědem, Svijanský Újezd, Sychrov, Šimonovice, Višňová, Vlastibořice, Všelibice
- Okres Česká Lípa

Bezděz, Blíževedly, Brniště, Cvikov, Česká Lípa, Doksy, Dubnice, Hamr na Jezeře, Kamenický Šenov, Krompach, Mařenice, Mimoň, Noviny pod Ralskem, Nový Bor, Nový Oldřichov, Okrouhlá, Polevsko, Ralsko, Skalice u Č., Lípy, Sloup v Čechách, Sosnová, Stráž p. Ralskem, Stvolínky, Svor, Zahrádky, Zákupy
- Okres Jablonec nad Nisou

Albrechtice v Jiz. h., Bedřichov, Jablonec n. Nisou, Janov n. Nisou, Jiřetín pod Bukovou, Josefův Důl, Koberovy, Kořenov, Líšný, Loužnice, Lučany n. Nisou, Maršovice, Nová Ves, Plavy, Radčice, Rádlo, Rychnov u Jablonce n. N., Smržovka, Tanvald, Velké Hamry, Zásada, Zlatá Olešnice, Železný Brod
- Okres Semily

Bělá u Semil, Benešov u Semil, Bozkov, Harrachov, Hrubá Skála, Chuchelna, Jilemnice, Karlovice, Lomnice nad Popelkou, Mírová p. Kozákovem, Ohrazenice, Paseky n. Jizerou, Rokytnice n. Jizerou, Semily, Turnov, Záhoří
- Okres Děčín

Dolní Podluží, Dolní Poustevna, Doubice, Horní Podluží, Chřibská, Jiřetín p. Jedlovou, Jiříkov, Krásná Lípa, Lipová, Lobendava, Rumburk, Rybniště, Staré Křečany, Šluknov, Varnsdorf, Velký Šenov, Vilémov
- subjekty z jiných okresů

Bělá pod Bezdězem

### Německo
- Zemský okres Budyšín (Landkreis Bautzen)
- Zemský okres Zhořelec (Landkreis Görlitz)
- Marketinggesellschaft Oberlausitz-Niederschlesien mbH

### Polsko
- Okres Bolesławiec

Bolesławiec, Gmina Nowogrodziec, Gmina Osiecznica
- Okres Jawor

Bolków a Gmina Bolków, Jawor, Gmina Mściwojów, Gmina Paszowice
- Jelení Hora
- Okres Krkonoše

Gmina Janowice Wielkie, Gmina Jeżów Sudecki, Karpacz, Kowary, Gmina Mysłakowice, Gmina Piechowice, Gmina Podgórzyn, Szklarska Poręba, Gmina Stara Kamienica
- Okres Kamienna Góra

Kamienna Góra, Gmina Kamienna Góra, Lubawka, Gmina Marciszów
- Okres Lubáň

Leśna i Gmina Leśna, Lubáň, Gmina Platerówka, Gmina Olszyna, Gmina Siekierczyn, Świeradów Zdrój
- Okres Lwówek Śląski

Gryfów Śląski a Gmina Gryfów Śląski, Lubomierz a Gmina Lubomierz, Mirsk a Gmina Mirsk, Lwówek Śląski, Wleń a Gmina Wleń
- Okres Zgorzelec

Bogatynia a Gmina Bogatynia, Pieńsk a Gmina Piensk, Gmina Sulików, Zawidów, Gmina Zgorzelec, Zgorzelec
- Okres Złotoryja

Gmina Pielgrzymka, Świerzawa a Gmina Świerzawa, Wojciesców, Gmina Złotoryja, Złotoryja
- subjekty z jiných okresů

Gozdnica (Okres Zaháň), Leknica (Okres Żary)